# Reitergrab

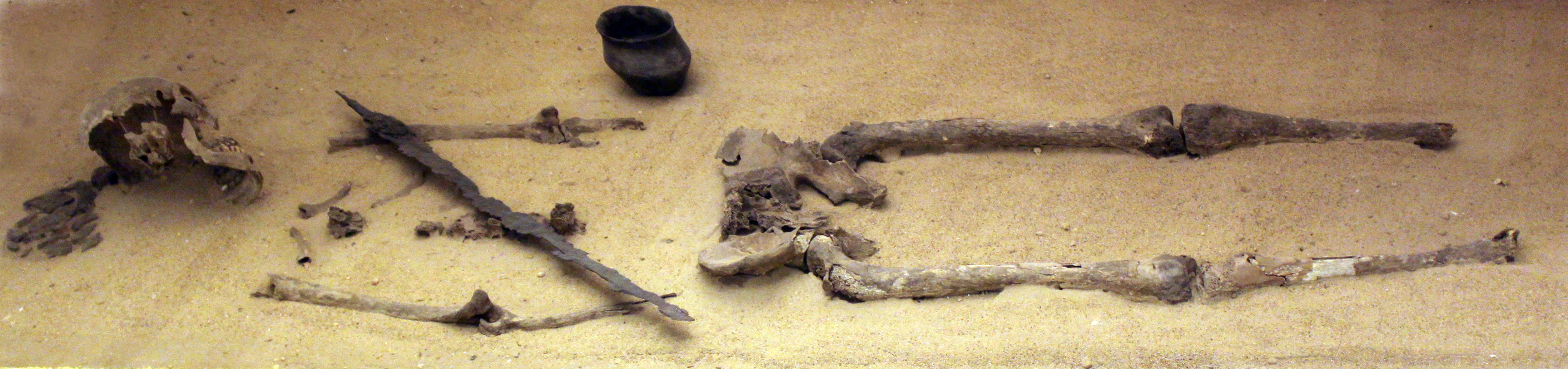
Reitergrab von Neukölln, im Märkischen Museum

Ein Reitergrab ist eine rituelle Grabstätte eines Reiters. Reitergräber können gemeinsame Grabstätten von Reiter und Reittier sein, wie es bei den Hunnen praktiziert wurde, es kann sich dabei aber auch nur um Gräber der Reiter, sogenannte Reitergräber im engeren Sinne handeln, deren eindeutige Erkennung durch Grabbeigaben in Form von Zaumzeug und Waffen möglich ist.

## Deutschland
In Deutschland gibt es nur sehr wenige Reitergräber, folgende sind zu nennen:
- aus der Zeit der Völkerwanderung
  - Reitergrab von Neukölln
  - Grab eines vornehmen Reiters aus Großmehring
- aus der Frühen Neuzeit und der Zeit des Dreißigjährigen Krieges
  - Oberstes Holz: Reitergrab eines französischen Offiziers
  - Reitergrab zwischen Schköna und Reinharz
  - Reitergrab in Niedergailbach (Niedergailbach)

## Dänemark und Norwegen
20 Reitergräber (dänisch Ryttergraven ) wurden auf der Kimbrischen Halbinsel (Fregerslev; Grimstrup) und in Torgård in Norwegen gefunden. Eines der markantesten Gräber der Wikingerzeit Norwegens ist das Grab eines Reiters. Das Gjermundbugraven (auch Gjermundbufunnet) von Ringerike in Buskerud. Es ist reich an Ausrüstungen, aber weltberühmt gemacht hat es der Helm und die Ringbrünne, der im Grab war. Dies ist der einzige Helm und die einzige Ringbrünne in der Wikingerzeit.
- Reitergrab von Fregerslev
- Reitergrab von Rosenlund (Fünen)

Eines der markantesten Gräber der Wikingerzeit Norwegens ist der Grabfund von Gjermundbu in Buskerud. Es ist reich an Beigaben, aber herausragend sind ein Helm und eine Ringbrünne. Dies ist der einzige Helm und die einzige Ringbrünne aus der Wikingerzeit.
- Gjermundbu-Helm